# Maarten Engwirda
Maarten Boudewijn Engwirda (ur. 2 czerwca 1943 w Tilburgu) – holenderski polityk, prawnik i urzędnik państwowy, parlamentarzysta, w latach 1982–1986 lider Demokratów 66, audytor w Europejskim Trybunale Obrachunkowym (1996–2011).

## Życiorys
Ukończył studia prawnicze na Uniwersytecie w Groningen. Pracował jako urzędnik w ministerstwie spraw zagranicznych oraz w Międzynarodowej Agencji Energetycznej. W 1966 dołączył do Demokratów 66, był zatrudniony we frakcji parlamentarnej tej partii. W latach 1971–1972 i 1977–1989 sprawował mandat posła do Tweede Kamer. Od 1971 do 1973 był deputowanym do wyłanianego przez parlamenty krajowe Parlamentu Europejskiego. W 1981 został wiceprzewodniczącym frakcji poselskiej D66, w latach 1982–1986 był przewodniczącym frakcji i liderem politycznym swojego ugrupowania.
W 1990 został członkiem holenderskiej Powszechnej Izby Obrachunkowej. W 1996 przeszedł do pracy w Europejskim Trybunale Obrachunkowym, był jego członkiem do 2011.

## Odznaczenia
- Order Lwa Niderlandzkiego III klasy (1988)[1]
- Krzyż Komandorski Orderu Zasługi (Rumunia, 2001)[2]